# Dodge 400
Dodge 400 tillverkades mellan åren 1982-1983 av Chrysler. Dodge 400 är en systermodell till Chrysler LeBaron och togs fram som ett sätt att rädda Dodge och Chrysler från ruinens brant. Modellerna gick under beteckningen "Super K-Models" och Dodge 400 gick att få som 2-sitsig coupé eller 4-dörrars coupé. Efter ungefär halva första modellåret kom den första cabriolet-varianten. Bilen var bakhjulsdriven och lånade mycket av sin större systermodell Dodge Mirada. Dodge 400 tillverkades i cabrio-utförandet i endast 5541 exemplar och är idag relativt sällsynt. Vid tiden då bilen tillverkades erbjöds två motoralternativ, en 2,2 l bensinmotor med automatlåda från Chrysler, eller den då på licens inköpta Mitsubishimotorn "Silent Shaft" på 2,6 l, även denna kopplad till Chryslers egen 3-stegade automatlåda.